# Garfield Wood

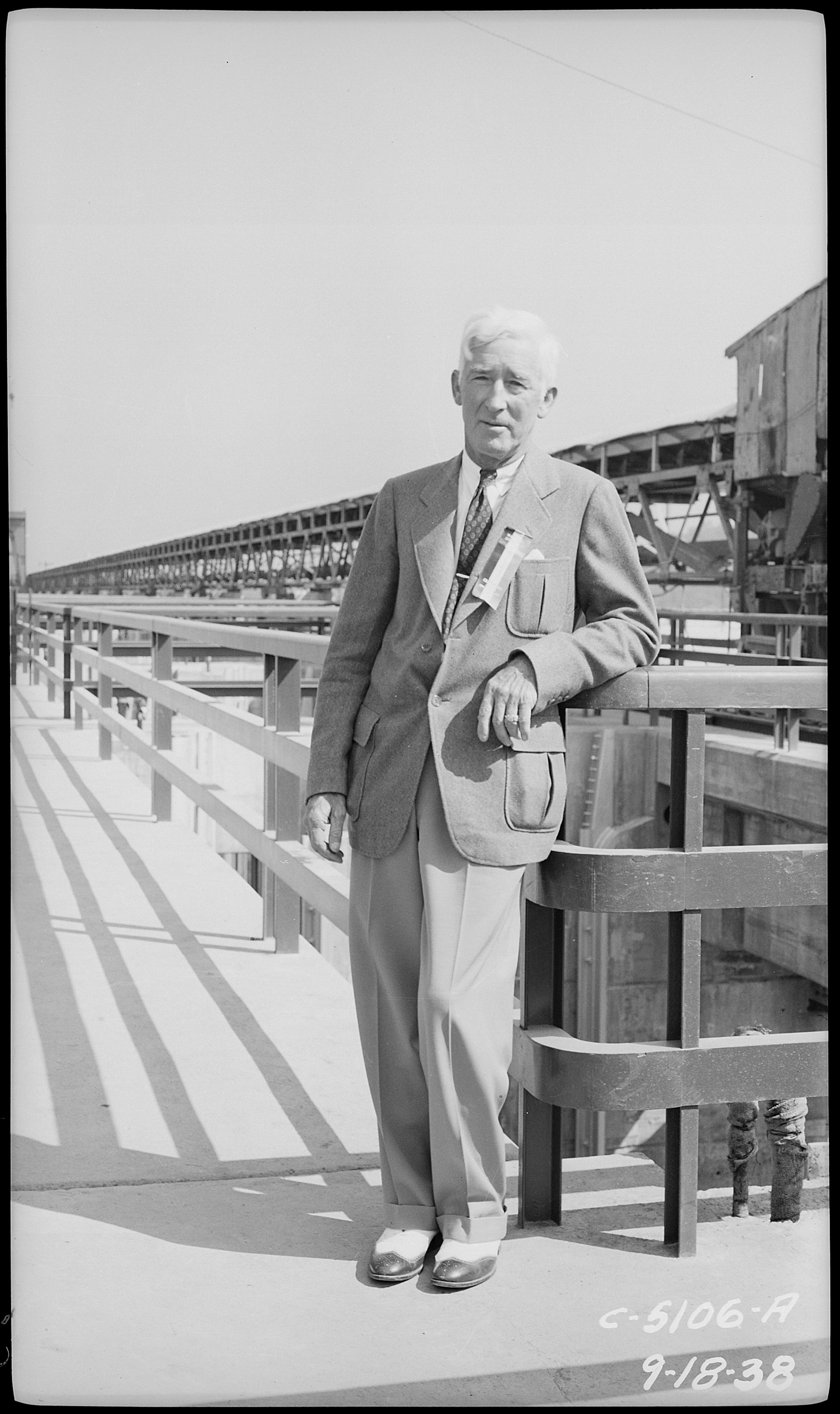
Garfield Wood, 1938

Garfield ‘Gar’ Arthur Wood (4 december 1880 – 19 juni 1971) was een Amerikaanse uitvinder, ondernemer, motorbootbouwer en racer die meerdere malen het wereldsnelheidsrecord op water op zijn naam heeft gehad. Hij was de eerste man die meer dan 100 mijl per uur (160 km/h) ging over het water.
Zijn vader werkte op een veerboot, en Gar kwam zo op jonge leeftijd al in contact met boten. In 1911 vond hij op 31-jarige leeftijd een hydraulische lift uit die gebruikt kon worden voor het lossen van kolen uit goederentreinen. Hij begon in Detroit met de Wood Hoist Company, waarna hij al snel een succesvol zakenman werd. Later veranderde hij de naam in Garwood Industries, waar hij raceboten ging maken.